# Bernarda Ferreira de Lacerda
Bernarda Ferreira de Lacerda (* 1596 in Porto; † 1. Oktober 1644 oder 1645 in Lissabon) war eine portugiesische Gelehrte, Lyrikerin und Theaterautorin. Sie wurde sowohl von Manuel de Gallegos als auch von Lope de Vega in Versen gefeiert, was darauf hindeutet, dass sie bei ihren männlichen Kollegen als Dichterin hoch angesehen war.

## Leben
Bernarda Ferreira wurde während der Iberischen Union als die Tochter von Inácio Ferreira Leitão, dem General-Kanzler von Portugal, und Paula de Sá Pereira geboren. Sie heiratete Fernando Correa de Sousa, mit dem sie mehrere Kinder hatte, von denen nur eines, Maria Clara de Meneses, überlebte.
Sie beherrschte Hebräisch, Griechisch und Latein sowie Portugiesisch, Spanisch, Italienisch und Deutsch. Sie veröffentlichte 1618 den ersten Teil ihres bekanntesten Werkes Hespaña Libertada, der Philipp III. gewidmet war, und 1634 Soledades de Bucaco in Lissabon. Der zweite Teil der Hespaña Libertada wurde 1673 von ihrer Tochter Maria Clara de Meneses veröffentlicht.
Fernarda Ferreira de la Cerda wird auch als Teilnehmerin an zwei Justa poética (Dichterwettstreiten) erwähnt: 1636 in Montalban und in Grande de Tena.
Sie ist begraben im Karmelitenkonvent Descalços in Lissabon.

## Nachleben
In Lissabon ist die Rua Bernarda Ferreira de Lacerda nach ihr benannt.
Judy Chicago widmete ihr eine Inschrift auf den dreieckigen Bodenfliesen des Heritage Floor ihrer 1974 bis 1979 entstandenen Installation The Dinner Party. Die mit dem Namen Bernarda de la Cerda beschrifteten Porzellanfliesen sind dem Platz mit dem Gedeck für Anna Maria von Schürmann zugeordnet.

## Werke und Literatur
Obwohl Portugiesin schrieb Bernarda Ferreira einen Großteil ihrer Gedichte auf Spanisch. Eine vollständige Werkliste und Bibliographie findet sich auf der Website des Projekts Escritoras – Women Writers in Portugese before 1900. Der erste Band von  Hespaña Libertada ist ebenfalls online verfügbar.